# Cantone di Aubusson
Il Cantone di Aubusson è una divisione amministrativa dell'arrondissement di Aubusson.
A seguito della riforma approvata con decreto del 17 febbraio 2014, che ha avuto attuazione dopo le elezioni dipartimentali del 2015, è passato da 10 a 21 comuni.

## Composizione
I 10 comuni facenti parte prima della riforma del 2014 erano:
- Alleyrat
- Aubusson
- Blessac
- Néoux
- Saint-Alpinien
- Saint-Amand
- Saint-Avit-de-Tardes
- Saint-Maixant
- Saint-Marc-à-Frongier
- Saint-Pardoux-le-Neuf

Dal 2015 i comuni appartenenti al cantone sono i seguenti 21:
- Alleyrat
- Aubusson
- Bellegarde-en-Marche
- Blessac
- Bosroger
- Champagnat
- La Chaussade
- Lupersat
- Mainsat
- Mautes
- Néoux
- Saint-Alpinien
- Saint-Amand
- Saint-Avit-de-Tardes
- Saint-Domet
- Saint-Maixant
- Saint-Marc-à-Frongier
- Saint-Pardoux-le-Neuf
- Saint-Silvain-Bellegarde
- Saint-Sulpice-les-Champs
- La Serre-Bussière-Vieille